# Carota, Ñema y Tajá
Carota, Ñema y Tajá es una agrupación musical venezolana de folklore fundada en 1981 en el estado Lara por el cantante y compositor Adelis Fréitez, reconocida como patrimonio musical y cultural de dicho estado.

## Historia
El grupo fue fundado en Lara, Venezuela, el 3 de marzo de 1981 con Adelis Fréitez como su principal compositor y el cantante. Han grabado más de 200 canciones y 17 álbumes.
En 2020 falleció Adelis Fréitez. En 2022 la agrupación fue reconocida como patrimonio musical y cultural de Lara, año en el que hicieron una gira nacional e internacional, participando en el festival Sonamos Latinoamérica, en Argentina. En 2023 el grupo hizo su primera gira por Estados Unidos, año en que falleció Luis Hernández Guareque.

## Miembros
- Adelis Fréitez (1981-2020)
- Luis Hernández Guareque